# Edward Amoore
Edward Amoore (n. 20 martie 1877, Londra, Regatul Unit al Marii Britanii și Irlandei – d. 11 iulie 1955, Greater London, Anglia, Regatul Unit) a fost un trăgător de tir ce a reprezentat Regatul Unit al Marii Britanii și al Irlandei de Nord, medaliat olimpic. A participat la o ediție a Jocurilor Olimpice (1908) în care a câștigat o medalie de aur și o medalie de bronz.